# Туніс
Туні́с  (араб. تونس), офіційна назва — Туніська Республіка  (араб. الجمهرية التونسية), країна на півночі Африки на узбережжі Середземного моря; найменша за площею арабська держава Північної Африки. Туніс є найпівнічнішою країною в Африці та частиною природного кордону між Західним і Східним Середземномор'ям.
Експорт: нафта, фосфати, хімікати, текстиль, харчові продукти, оливкова олія;

## Географія

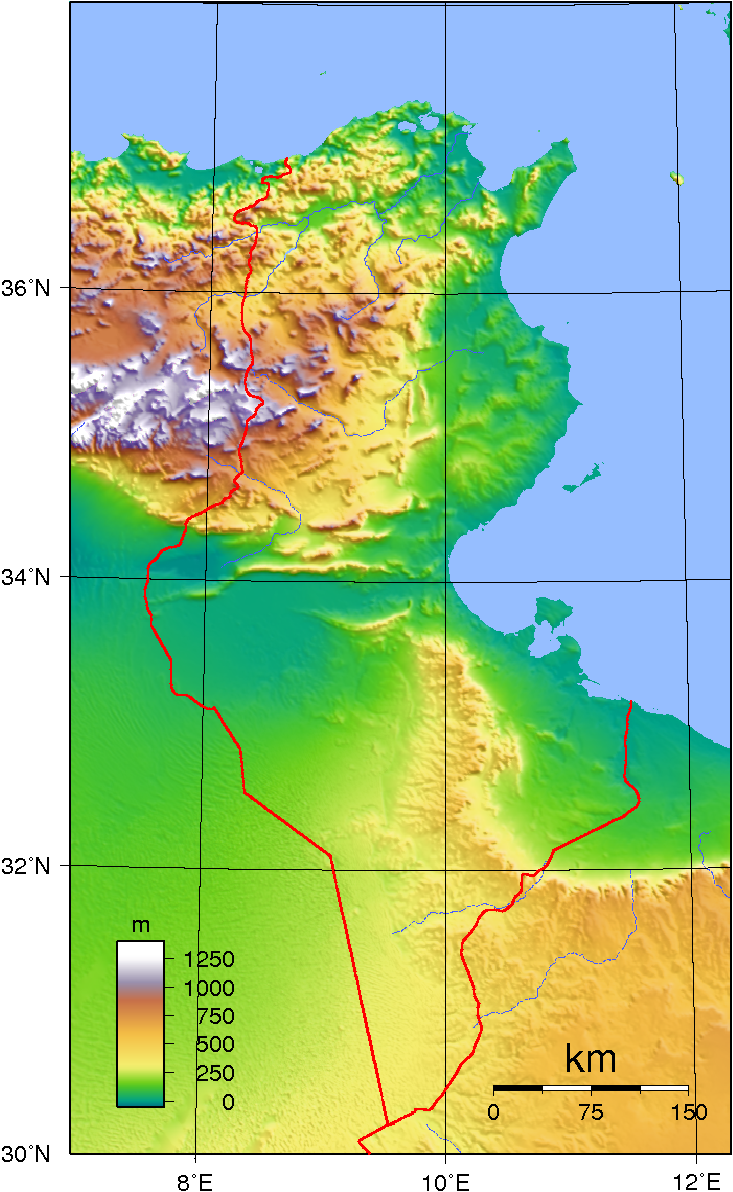
Топографічна карта Тунісу.

Туніс межує на південному-сході з Лівією (довжина кордону 459 км) і на заході з Алжиром (довжина кордону 965 км). Від італійського острова Сицилія Туніс відділений Туніською протокою, відстань від мису Ет-Тіб, крайньої північно-східної точки Тунісу, до узбережжя Сицилії близько 150 км.
Берегова лінія Тунісу сильно порізана, її протяжність (1148 км) на 150 км перевищує довжину берегової лінії Алжиру, хоча площа території останнього перевищує площу Тунісу в 14,5 раза. Вглиб території Тунісу вдаються затоки Габес, Хаммамет і Туніська затока.
Джерба, найбільший острів країни (514 км²), розташований у південній частині затоки Габес. Інші острови: Гарбі та Шергі (острови Керкенна), Зембра, острови Галіт, архіпелаг Кнеїс.
Країна розташована на приморських рівнинах, у східній частині Атлаських гір (найвища точка — г. Шамбі, 1544 м) і північній частині пустелі Сахара. Клімат субтропічний середземноморський, на півдні — тропічний пустельний. Головна річка — Меджерда.

## Історія

### Античність
За грецькою легендою, Дідона, принцеса Тіра, була першою іноземкою, яка оселилася серед корінних племен на території, яку зараз займає Туніс, і заснувала місто Карфаген у IX столітті до нашої ери. Ця легенда, безумовно, не дуже достовірна, але з часом Карфаген посилився і зміцнився в регіоні та перетворився на одне з великих міст античності, а його колонії були розкидані по всьому західному середземноморського регіону. Вже в цей час у даній місцевості діяв один із найжвавіших судноплавних каналів у світі, який забезпечував прямий торговий шлях між великим містом Карфагеном і Римською імперією. Підтвердженням цьому стала знахідка в 2023 році уламків корабля на дні Середземного моря поблизу узбережжя Тунісу, вік якого датується десь між 100 роком до н. е. і 200 роком н. е.. Карфаген вів війни зі Стародавнім Римом, своїм головним суперником. Рим зумів перемогти в цьому суперництві і в середині II століття до нашої ери Карфаген був зруйнований. Після цього регіон став римською провінцією Африка на наступні 500 років. 

### Середньовіччя
У Середньовіччі саме звідси арабський вплив та іслам розповсюджувалися на південь, захід і північ. У 1229—1574 роках центр Туніського султанату берберської династії Хафсідів.

### Новий час
1534 року Туніс завоювала Османська імперія. Наступного року його звільнили війська християнської коаліції під проводом Карла V й повернули місцевій династії Хафсідів. 1574 року турки повторно здобули Туніс, який став центром Туніського еялету Османів.
1883 року Туніс став протекторатом Французької республіки. Після Першої світової війни в Тунісі сформувалася націоналістична опозиція проти туніської інтелектуальної еліти, що здобула освіту у Франції. Націоналісти вимагали розширення повноважень тунісців у вирішенні їхніх справ. Від 1934 року нова Дестурська (соціалістична) партія здобувала дедалі більшу підтримку в боротьбі проти французького колоніального панування.

### Новітній період
Внутрішнє самоврядування здобуте 1955 року, незалежність країни як монархії була проголошена 1956 року, Хабіб Бургіба став прем'єр-міністром. Країна стала республікою 1957 року, Бургіба став президентом, з 1975 року — довічним президентом. Прем'єр-міністр Зін аль-Абідін бен Алі захопив владу 1987 року, 1988 року були проведені демократичні конституційні зміни. 1989 року на загальних виборах урядова партія одержала всі місця в Зборах.

### Жасминова революція (2011 рік)
У грудні 2010 року в Тунісі почалися протести, спричинені погіршенням фінансового стану населення, пов'язаним із світовою економічною кризою 2008 року. Приводом до початку протестів стало самоспалення вуличного торговця Мухаммеда Буазізі. Перші акції розпочалися 18 грудня в місті Мензель-Бузаян та швидко поширилися на всю країну. 14 січня президент країни Зін аль-Абідін бен Алі заявив про розпуск уряду та призначив нові вибори. Того ж дня з'явилась інформація, що він утік до Саудівської Аравії. Жертвами протестів стало 219 осіб. Успіх цієї революції спричинив аналогічні протести в низці арабських країн.

## Адміністративний поділ
В адміністративно-територіальному відношенні Туніс поділяється на 24 вілаєти (говернорати):
| №  | Вілаєт     | Центр      | Площа, км² | Населення (2003), осіб |
| -- | ---------- | ---------- | ---------- | ---------------------- |
| 1  | Ар'яна     | Ар'яна     | 498        | 392 200                |
| 2  | Беджа      | Беджа      | 3 558      | 321 800                |
| 3  | Бен-Арус   | Бен-Арус   | 761        | 478 400                |
| 4  | Бізерта    | Бізерта    | 3 685      | 532 500                |
| 5  | Габес      | Габес      | 7 175      | 340 400                |
| 6  | Гафса      | Гафса      | 8 990      | 335 900                |
| 7  | Джендуба   | Джендуба   | 3 102      | 433 300                |
| 8  | Кайруан    | Кайруан    | 6 712      | 574 500                |
| 9  | Касерін    | Касерін    | 8 066      | 428 600                |
| 10 | Кебілі     | Кебілі     | 22 084     | 145 600                |
| 11 | Ель-Кеф    | Ель-Кеф    | 4 965      | 282 800                |
| 12 | Махдія     | Махдія     | 2 966      | 381 500                |
| 13 | Мануба     | Мануба     | 1 060      | 332 500                |
| 14 | Меденін    | Меденін    | 8 588      | 436 800                |
| 15 | Монастір   | Монастір   | 1 019      | 437 100                |
| 16 | Набуль     | Набуль     | 2 788      | 659 400                |
| 17 | Сфакс      | Сфакс      | 7 545      | 844 700                |
| 18 | Сіді-Бузід | Сіді-Бузід | 6 994      | 406 800                |
| 19 | Сільяна    | Сільяна    | 4 631      | 259 700                |
| 20 | Сус        | Сус        | 2 621      | 519 100                |
| 21 | Татауїн    | Татауїн    | 38 889     | 151 500                |
| 22 | Таузар     | Таузар     | 4 719      | 99 500                 |
| 23 | Туніс      | Туніс      | 346        | 935 800                |
| 24 | Загуан     | Загуан     | 2 768      | 159 000                |

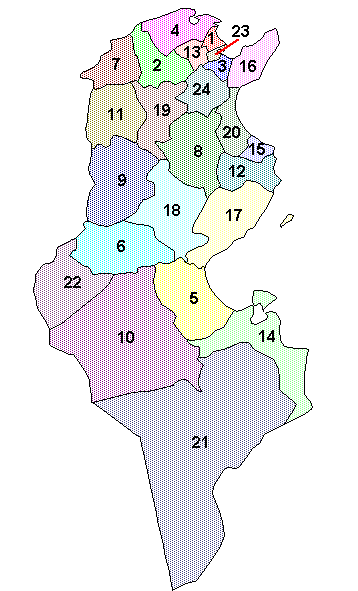
Вілаєти Тунісу

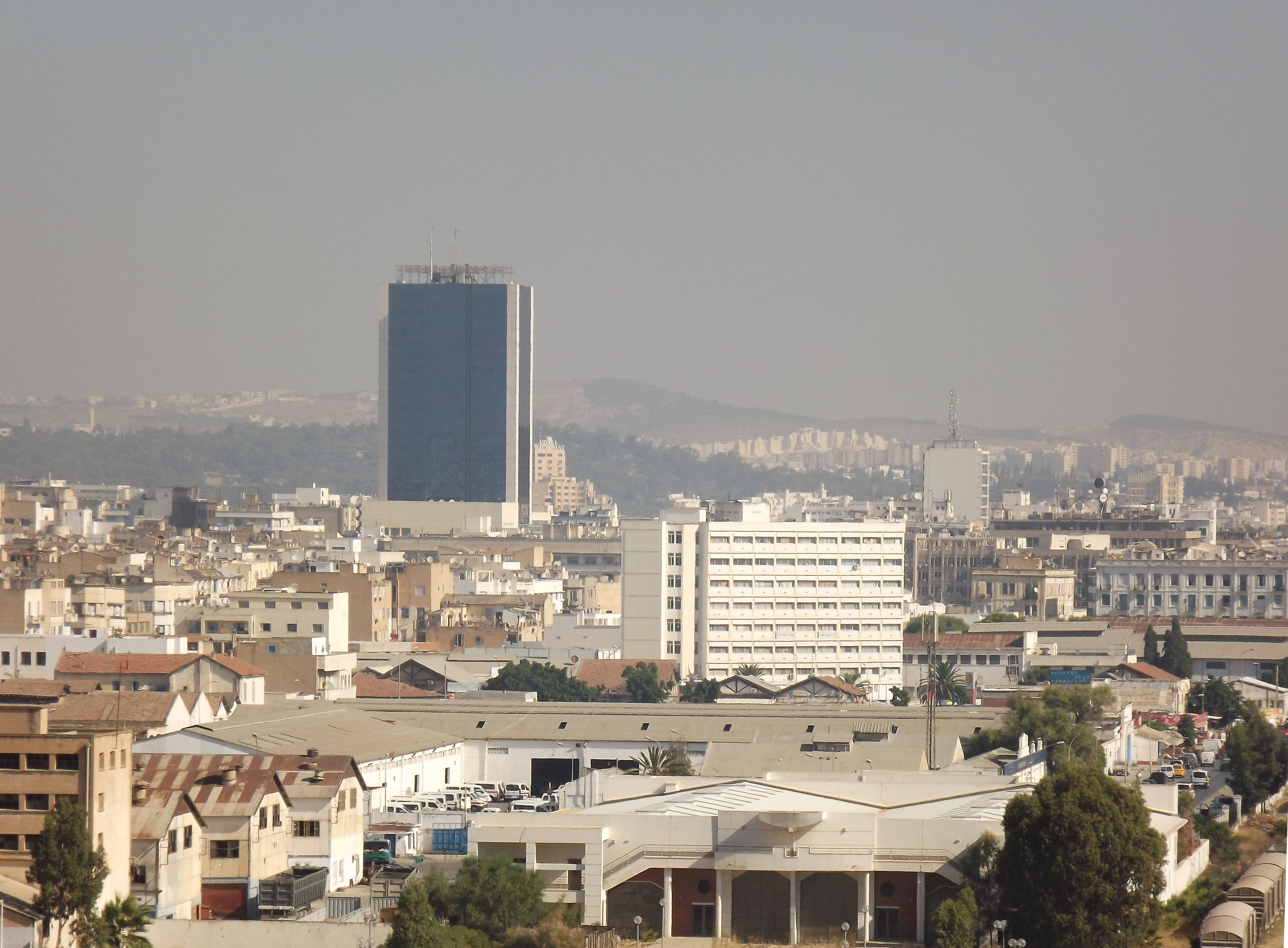
Місто Туніс, столиця країни

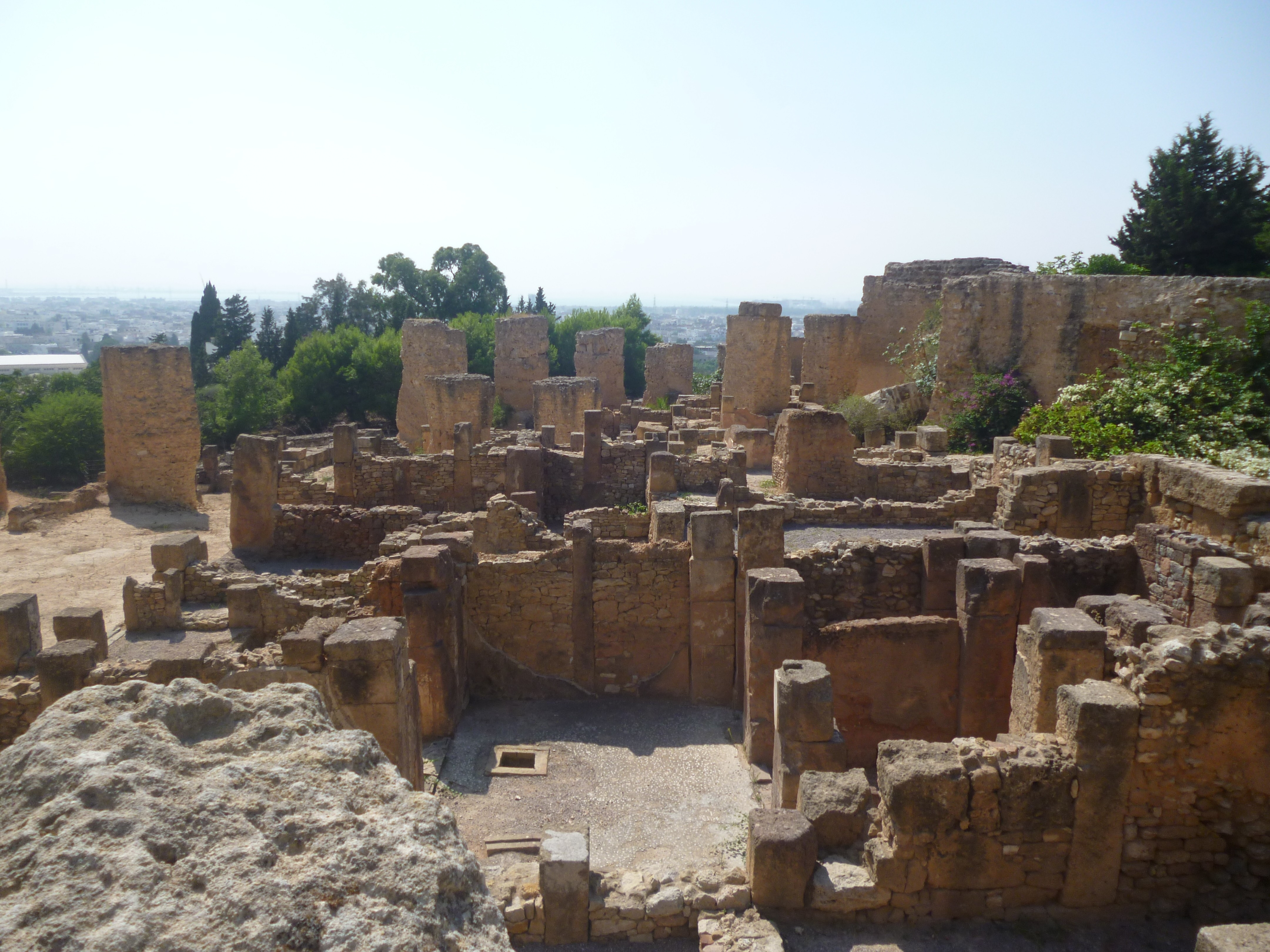
Руїни Карфагену

Вілаєти поділяються на 264 округи (мутамадіяти), які, своєю чергою, розділяються на муніціпії (шайхати).

## Економіка

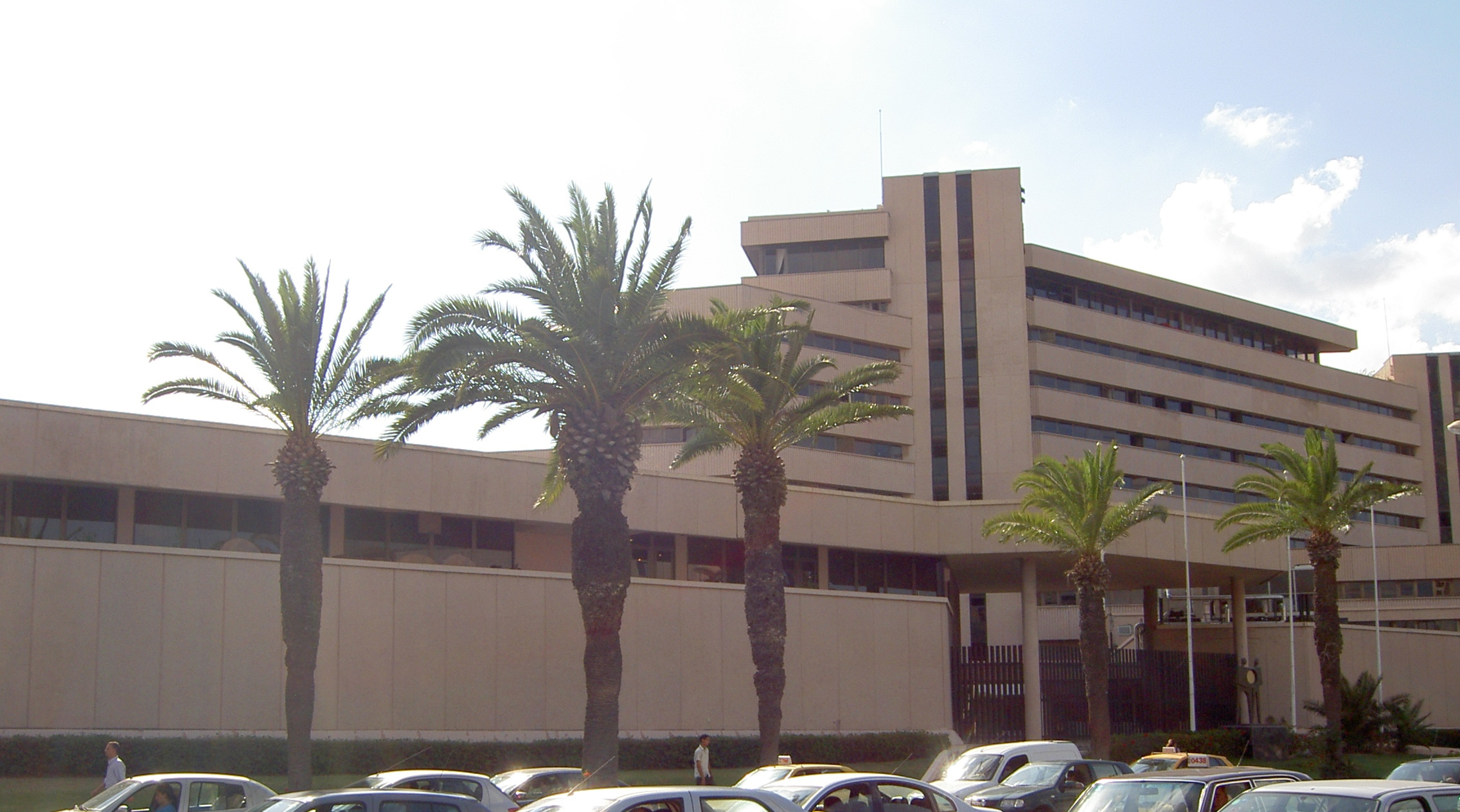
Центральний банк Тунісу

Туніс — аграрно-сировинна країна, одна з найрозвиненіших в Африці. Основні галузі промисловості: нафтодобувна та нафтопереробна, хімічна, гірничо-металургійна, харчова, текстильна, цементна. У Тунісі розвинуті всі види транспорту. Основні порти: Туніс, Сфакс, Бізерта, Габес, Схіра, Сус. Нафтовий термінал у Схірі на березі затоки Габес пов'язаний з внутрішніми районами нафтовидобутку нафтопроводами. П'ять великих міст мають у своєму розпорядженні власні аеропорти: Аль-Увайна (Туніс-Карфаген), Монастір, Джерба, Таузар і Табарка.
За даними Index of Economic Freedom, The Heritage Foundation, U.S.A., 2001:
- ВВП — 21,3 млрд $.
- Темп зростання ВВП — 5 %.
- ВВП на душу населення — 2283 $.
- Прямі закордонні інвестиції — 0,577 млрд $.
- Імпорт — 9,6 млрд $ (г. ч. Франція — 27 %; Італія — 19,5 %; Німеччина — 12,3 %; Іспанія — 4,3 %; Бельгія — 3,8 %). Основні статті імпорту — машини та обладнання, сира і перероблена нафта, продовольчі товари, транспортні засоби, деревина, а також бавовна-сирець і бавовняна пряжа.
- Експорт — 9 млрд $ (г. ч. Франція — 27 %; Італія — 21,4 %; Німеччина — 15,1 %; Бельгія — 6,4 %; Лівія — 4 %). Експортують текстильні товари та шкіру, хімічні та супутні товари, машини й транспортне обладнання, сільськогосподарські продукти і продовольчі товари, мінеральну сировину, паливо і мастильні матеріали. Важливі статті експорту — фосфорити та продукти їхньої переробки, оливкова олія, вино, свинець, залізо і сталь.

## Політичне життя
Попередній президент Зін аль-Абідін бен Алі займав свій пост з 7 листопада 1987 року до 14 січня 2011 року. 1987 року він змінив Хабіба Бургібу. Хабіб Бургиба був беззмінним керівником країни від часу здобуття незалежності від Франції в 1956 році. У 1957 році в країні була ліквідована монархія.
У 1987 році старий президент Хабіб Бургиба, засновник туніської держави, призначив генерала Зін ель-Абідіна Бен Алі на пост прем'єр-міністра. Вже через шість тижнів у результаті медичного огляду Хабіб Бургиба був визнаний нездатним виконувати обов'язки. Два роки Зін-аль-Абідін бен Алі правив країною з прем'єрського крісла, а в 1989 році був обраний президентом і з того часу не залишав цей пост до 2011 року.
При першому президенті була прийнята конституція (1959 рік), введена багатопартійна система, були введені світські суди і цивільні норми сімейних відносин (скасовано багатоженство), жінкам були надані виборчі права. У 2002 році під приводом боротьби з тероризмом був проведений референдум про внесення до конституції поправок, що скасовують обмеження кількості президентських термінів і віковий ценз для кандидата в президенти.
Президент обирається строком на 5 років. Прем'єр-міністр і кабінет міністрів призначаються президентом.
Глави регіонів і місцевих органів самоврядування призначаються урядом. Місцеві ради муніципального та окружного рівня формуються на виборній основі.

## Збройні сили
Військові витрати в 90-ті роки становили 350—400 млн доларів на рік. На озброєнні зброя та військова техніка головним чином західного виробництва, причому достатньо застаріла.
Чисельність військових — 35 000 осіб (включаючи ~23 400 строкової служби; тривалість строкової служби — 1 рік; призов вибірковий).

### Військово-морські сили
- Чисельність — 4—4,5 тис. осіб (включно з 700 строкової служби).
- Базування — Бізерта, Келібія, Ла Гулетт, Сфакс, Сусс, Туніс.
- Ремонтні потужності — 4 сухих доки та 1 сліп (суднопідіймальний елінг) в Бізерті; 2 понтони та плавучий док у Сфаксі; є можливість обслуговувати та ремонтувати всі наявні на озброєнні катери та судна.

Кораблі:
- 3 ракетних катери типу La Galite (Combattante-III) з 2х4 ПУ ПКР ММ40 Exocet;
- 3 ракетних катери типу Bizerte (Р-48) з 8 ПКР SS-12М;
- 3 патрульних катери типу Utique (китайські «Shanghai II» або модернізований Hinzhui);
- 10 патрульних катерів Ch. Navals de l'Esterel двох моделей;
- 5—6 допоміжних суден;

Берегова охорона (в складі Національній гвардії) :
- 5 патрульних катерів типу Kondor I — колишніх НДРівських тральщиків;
- 2 патрульних катери типу Tazarka (Vosper Thornycroft);
- 5 патрульних катери типу Bremse — колишніх НДРівських;
- 11 патрульних катерів типу Socomena;
- 4 патрульних катери типу Gabes.

## Українсько-туніські відносини
У 1916 році українські та туніські націоналісти зустрілися в рамках Третьої конференції народів, організованою Союзом народів у Лозанні (Швейцарія).

## Культура

### Музика
Серед сучасних туніських виконавців є Сабер Ребаї (араб. صابر الرباعي), Дафер Юссеф (араб. ظافر يوسف), Белгасем Бугенна (араб. بلقاسم بوقنة), Соня М'Барек (араб. سنية مبارك) та Латіфа. Іншими значними представниками є Салах Аль-Махді, Ануар Брагем та Лотфі Бушнак (араб. لطفي بوشناق).

## Освіта
До 1958 року освіту в Тунісі здобувало лише 14 % населення. Нині на освіту витрачається 6 % ВНП, працює 12 університетів.